# Meandru

Formarea meandrelor

Un meandru (meandru, plural meandre) este bucla, cotitura, sinuozitatea sau taola accentuată unei ape curgătoare, mai ales în zonele cu pante de curgere foarte puțin înclinate și care de obicei conțin terenuri aluvionare. Astfel de meandre sunt, de cele mai multe ori, instabile. Apariția meandrelor este frecvent determinată de existența unor zone relativ plate prin care râul sau fluviul își croiește albia sa majoră, iar debitul apei este suficient de mare pentru ca fenomenele geomorfologice care determină crearea meandrelor, eroziunea malurilor și depunerea aluviunilor să se poată întâmpla cu relativ sincronism. În meandre firul apei este împins spre malul concav care este supus eroziunii, în timp ce spre malul convex au loc depuneri, adâncimea apei fiind mai mică.

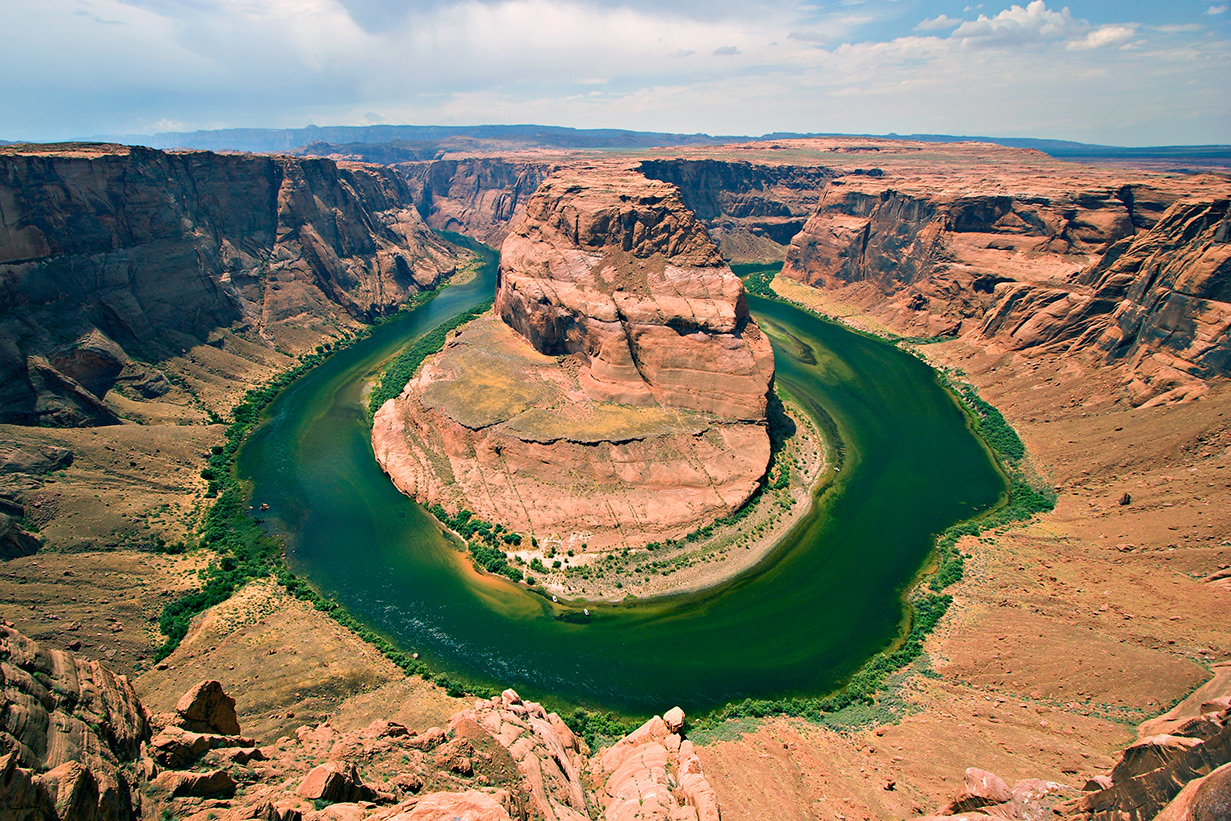
Marele Canion al fluviului Colorado în faimosul său punct numit Horseshoe Band.

În cazuri deosebite, așa cum ar fi Marele Canion al fluviului Colorado, care se găsește pe teritoriul statelor americane Colorado, Utah și Arizona, meandrele accentuate ale fluviului sunt datorate unui alt grup de cauze, dar implicând foste aluviuni, devenite roci sedimentare. Platoul Colorado, în adâncimea căruia Colorado River și-a săpat albia sa de-a lungul a zeci de milioane de ani este un fost fund de mare care a colectat milioane de ani aluviunile provenite din râurile care se vărsau în acea mare, care apoi s-a ridicat lent, determinând fostele aluviuni să se sedimenteze pe măsură ce fostul fund de mare devenea uscat. Odată cu fenomenele de încrețire ale coastei terestre care au generat formarea Munților Stâncoși, locul ocupat azi de Grand Canyon a devenit un platou muntos de dimensiuni uriașe. Inițial, albia străvechiului fluviu Colorado curgea pe acest platou montan în ale cărui roci sedimentare, foste aluviuni marine, și-a săpat de-a lungul erelor trecute albia sa extrem de sinuoasă, plină de meandre.

## Etimologie
Cuvântul meandru vine de la un râu din Asia Mică care se varsă în Marea Egee, numit în antichitate în greacă Μαίανδρος și în latină Maeandrus, vestit pentru cursul său întortocheat. În prezent, râul localizat în Turcia se numește Büyük Menderes. 

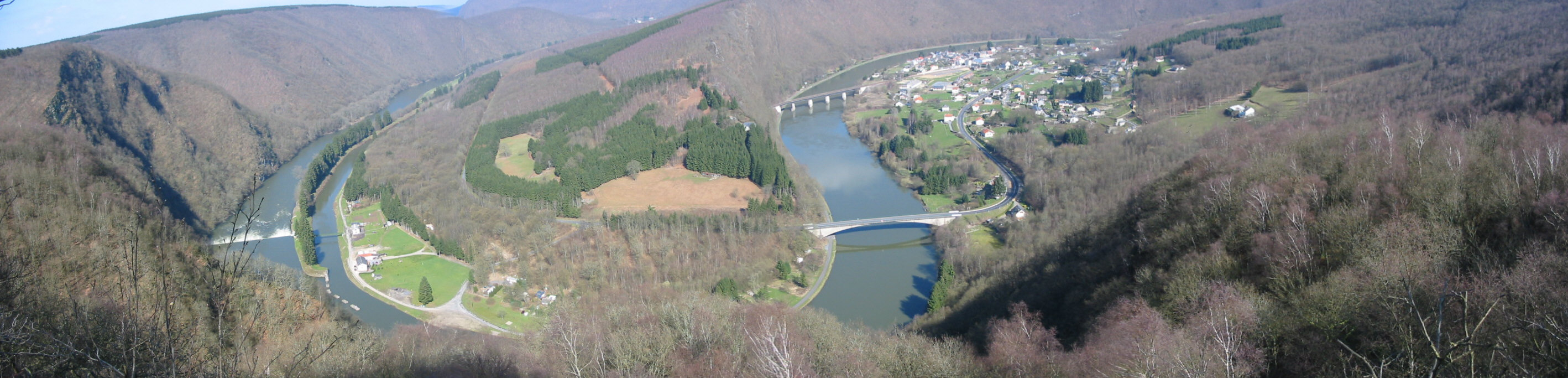
Vedere a unui meandru deosebit de accentuat al râului Meuse în Franța.

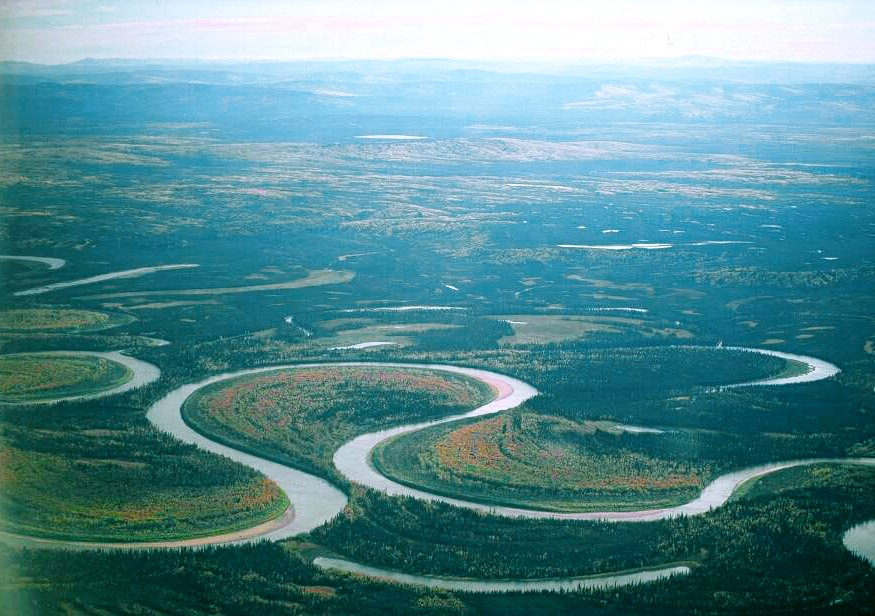
Méandre pe râul Nowitna - afluent al fluviului Yukon în Alaska

## Legături externe
- „meandru” la DEX online